# Los cuatro grandes
Los cuatro grandes (título original en inglés: The Big Four) es una novela de ficción detectivesca de la escritora británica Agatha Christie. Fue publicada por primera vez en Reino Unido por la editorial William Collins & Sons el 27 de enero de 1927 y en el segundo semestre del mismo año en Estados Unidos por la editorial Dodd, Mead and Company.

## Argumento
Poirot, el mayor detective de todos los tiempos (según propias palabras), no quiere pensar en nada más que no sea destruir la organización secreta de "Los Cuatro Grandes".